# Leptopholcus pataxo
Leptopholcus pataxo là một loài nhện trong họ Pholcidae. Loài này được phát hiện ở Brasil.